# Nausithoe racemosa
Nausithoe racemosa is een schijfkwal uit de familie Nausithoidae. De kwal komt uit het geslacht Nausithoe. Nausithoe racemosa werd in 1936 voor het eerst wetenschappelijk beschreven door Komai. 